# Léopold Simons
Pour les articles homonymes, voir Simons.
Léopold Alphonse Simons, né le 22 février 1901 à Lille et mort le 17 octobre 1979, est un écrivain, poète, peintre, caricaturiste, illustrateur, comédien et réalisateur français, connu principalement pour sa production radiophonique et théâtrale en picard.

## Biographie
Léopold Simons est né à Lille le 22 février 1901 au no 8 de la rue Bossuet dans le quartier de Moulins de parents belges, il est toujours resté attaché à sa ville natale et à son quartier, le faubourg des Postes, qu'il n'a jamais quitté (il est inhumé au cimetière du Sud). Son nom a été donné à la rue du Pôle Nord où il habitait.
Il suivit des cours de dessin dès l'enfance. Après la Première Guerre mondiale, il entre à l'école des beaux-arts de Lille où il est formé par Pharaon de Winter. Le quotidien L'Écho du Nord l'engage comme dessinateur en 1921.
Il a écrit des sketchs en picard qui ont immortalisé le parler populaire de Lille, et a joué avec Line Dariel Les Carottes sont cuites, radiodiffusées sur Radio PTT Nord avant la Seconde Guerre mondiale, puis sur Radio Lille. Simons jouait le rôle d'Alphonse, Line Dariel celui de Zulma.
Après la mort de Line Dariel en 1956, il continue sa carrière avec Line Parsy jusqu'en 1970.

## Filmographie
comme réalisateur
- 1934 : Zulma en justice
- 1937 : Le Fraudeur / Ceux de la Douane[3]
- 1938 : Le Mystère du 421[4]

comme scénariste
- 1934 : Zulma en justice, film de et avec Léopold Simons
- 1937 : Le Fraudeur, film de et avec Léopold Simons
- 1938 : Le Mystère du 421, film de et avec Léopold Simons

comme acteur
- 1934 : Zulma en justice, film de et avec Léopold Simons : Alphonse
- 1935 : A la manière de..., de Paul Laborde : le gendarme
- 1937 : Le Cantinier de la coloniale, d'Henry Wulschleger : Alphonse Boivin
- 1937 : Le Fraudeur , film de et avec Léopold Simons : Alphonse, le douanier[5]
- 1938 : Le Mystère du 421, film de et avec Léopold Simons : Alphonse Brassepeninck
- 1963 : Les petites enquêtes du père Fichau, série télévisée en 3 épisodes de RTF Lille.

## Discographie
En 78 tours et 80 tours
- La martyre du poste à galène - Pathé X 3823
- Le p'tit quinquin/L'habit d'min vieux grand'père- Pathé X 3824
- Zulma au grand théatre - Pathé X 3881
- Zulma au tribunal - Pathé X 3884
- Les petites de l'école d'asile/Bouc à chuc - Pathé X 3935
- L'posse à lampes - Pathé X 3984
- L'parrain - Pathé X 94056
- On s'aime à la folie/Ah que la vie est belle - Pathé X 94057
- La voyante/Témoignage - Pathé X 94110
- Les carottes sont cuites - Pathé X 94118
- Chacun fait sin lit comme y veut s'coucher - Pathé X 94054
- Les carottes sont cuites (en français) - Pathé X 94055
- Nouvelle heure/A la douane - Pathé X 94117
- Un poste capricieux - Pathé X 94295
- Derrière l'43/In suivant l'bal roulant - Pathé X 94296
- Noces d'or - Pathé X 94297
- Martin - Pathé PA 301
- L'tarte - Pathé PA 984
- L'petit quinquin/Te peut r'venir Alphonse - Pathé PA 2669
- L'carrette à quiens/Si j'avos su j'aros resté garchon - Pathé PA 2670
- L'23 janvier/Ouvrache de dimanche - Pathé PA 2671
- Eun'puche/L'capiau d'palle - Pathé PA 2672
- Eun'quête/Les carottes sont recuites - Pathé PA 2673

En microsillons
- L'escalier de la vie - ST 1077S
- En passant par le Nord - Pathé 2C 054 15526
- Qu'est-ch'qu'on prind pour sin rhume - Pathé EA 399
- Line Dariel Et Simons interprètent Pour Vous - Pathé 45 EG 681
- Simons dit - EPN 3010

## Radio et télévision
Émissions radiophoniques régulières
- La demi heure patoisante - 1935 à 1939
- Nord magazine - 1945 à 1946
- La ducasse radiophonique - 1947 à 1949
- A la 6,4,2 - 1950 à 1951
- Lille aux Lillos - 1951 à 1956
- Acoutez l'vaclette - 1957 à 1965
- Et v'là l'tableau - 1966 à 1970

Émissions télévisées régulières
- Dimanche en France - 1959 à 1971
- Le magazine du mineur - 1959 à 1971
- Le clin d’œil - 1968 à 1969

Simons intervient de nombreuses fois à la radio à partir de 1929 et à la télévision depuis 1958. 295 manuscrits radio et 68 télé sont recensés à la Bibliothèque Municipale de Lille (fonds SIMONS). Il en existe d'autres qui ne sont pas mentionnés dans le catalogue de la bibliothèque, un long travail reste à faire pour reconstituer l'ensemble de l’œuvre.
Un coffret de cinq DVD édité en 2005 par l'INA et l'association Toudis Simons donne un aperçu de ses multiples talents.